# Екологічне підприємництво
Екологі́чне підприє́мництво — вид підприємницької діяльності, пов'язаний з випуском і реалізацією продукції екологічного призначення (виробів, послуг, робіт).
Продукцією екологічного призначення слід вважати товари, вироби, і споживання яких сприяє зменшенню інтегрального екологічного впливу в розрахунку на одиницю сукупного суспільного продукту. Товари екологічного призначення можна умовно поділити на три групи: такі, що безпосередньо впливають на процеси екодеструктивної дії (очисні споруди, моніторингові системи); такі, що опосередковано впливають на процеси екодеструктивної дії (сприяють скороченню потреби у певному ресурсі або зменшенню його ресурсоємності і енергоємності); товари заміщення екологічно несприятливого попиту (сприяють зменшенню попиту на екологічно неприйнятні товари, зокрема товари з високим вмістом шкідливих речовин) за рахунок збільшення попиту на екологічно досконаліші або менш ресурсоємні аналоги.